# Мячков Олександр Миколайович
Олександр Мячков (9 лютого 1842 — 23 жовтня 1907, Рівне, Волинська губернія) — військовий діяч Російської імперії, генерал. Учасник придушення польського повстання (1863 — 1864), російсько-турецької війни 1877 — 1878.

## Життєпис

### Проходження служби
Командир роти — 10 років 4 міс.
Командир батальйону — 2 роки 5 міс.
23 травня 1880 — 11 березня 1882 — начальник Корсаковської місцевої команди.
11 березня 1882 — після 1 травня 1889 — командир 3-го Східно-Сибірського стрілкового батальйону.

### Звання
- 12 червня 1863 — офіцер (найвищий наказ від 12 червня 1863).
- 30 серпня 1866 — штабскапітан.
- 17 квітня 1870 — капітан.
- 30 серпня 1875 — майор.
- 15 травня 1883 — підполковник за відзнаку по службі зі ст. (найвищий наказ від 1883).
- 12 грудня 1887 — полковник за відзнаку по службі зі ст. (найвищий наказ від 1887).
- генерал-майор.

### Нагороди
- 1863 — Орден Святої Анни 4-го ступеня (найвищий наказ від 1863).
- 1868 — Орден Святого Станіслава 3-го ступеня (найвищий наказ від 1868).
- 1870 — Орден Святої Анни 3-го ступеня (найвищий наказ від 1870).
- 1877 — Орден Святого Станіслава 2-го ступеня м (найвищий наказ від 1877).
- 1878 — Орден Святого Володимира 4-го ступеня мб (найвищий наказ від 1878).
- 1878 — Орден Святої Анни 2-го ступеня (найвищий наказ від 1878).

### Іноземні нагороди
- 1873 — пруський Орден Червоного Орла 3-го ступеня.
- 1879 — пруський Орден Корони 2-го ступеня.

Похований у Рівному на Грабівському православному цвинтарі. Могилу відновлено.

## Родина
Був одружений, мав 6 дітей (на 1889)